# فورورک (نیدرزاکسن)
فورورک (به آلمانی: Vorwerk) یک شهر در آلمان است که در Tarmstedt واقع شده‌است.
 فورورک  ۱٬۰۸۸ نفر جمعیت دارد.